# Międzynarodowy kodeks ochrony statku i obiektu portowego

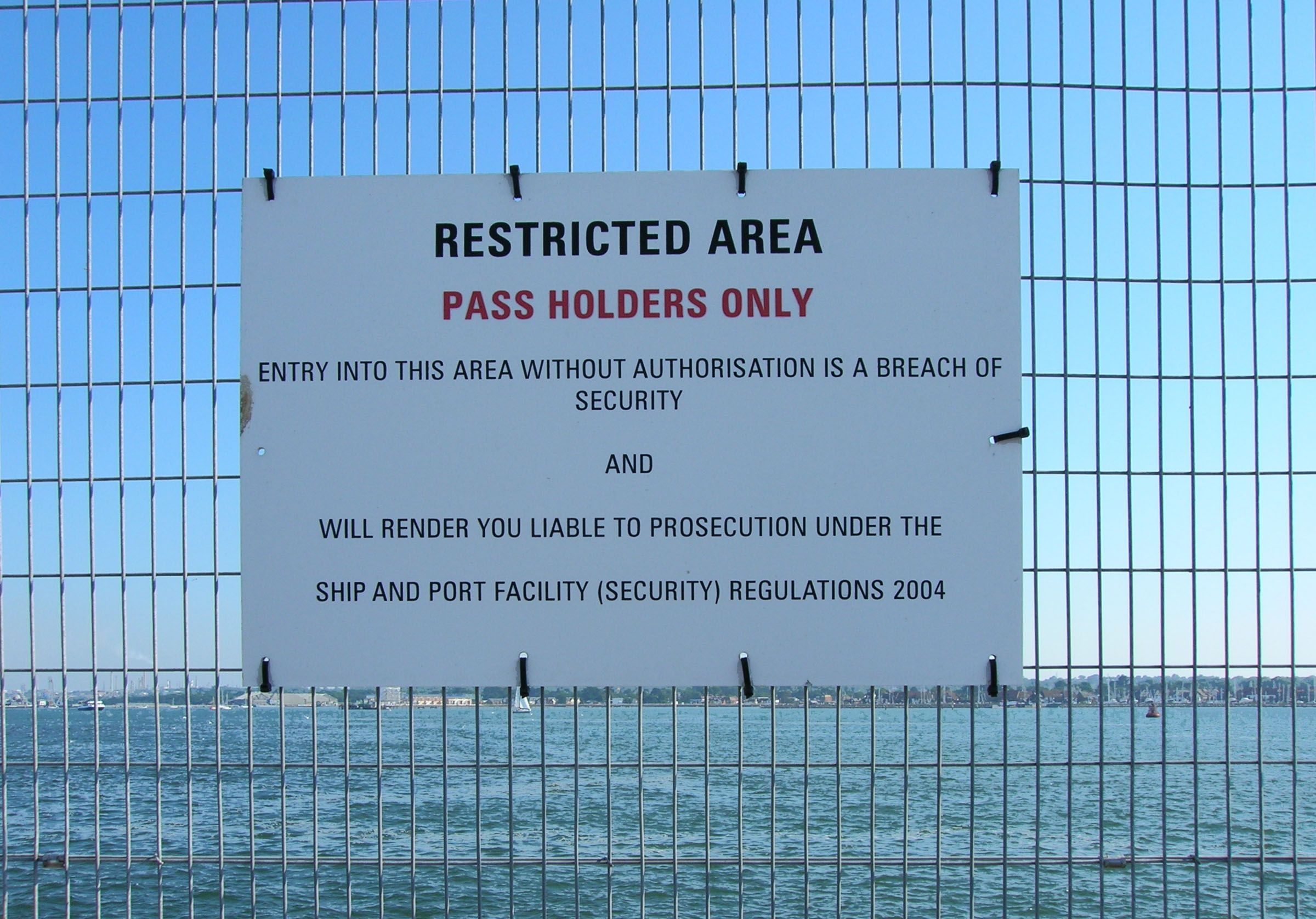
Ogrodzenia w porcie Southampton chroniące obszar portowy przed wejściem osób nieupoważnionych

Międzynarodowy kodeks ochrony statku i obiektu portowego, ISPS (od ang. International Ship and Port Facility Security Code) – zestaw przepisów i zaleceń zmierzających do poprawy zabezpieczenia żeglugi przed terroryzmem. Wymaga on, aby statki i porty opracowały i wdrożyły odpowiednie środki ochrony.

## Historia
Po zamachach 11 września 2001 stwierdzono, że statki mogą być użyte jako cel lub narzędzie terrorystów. Aby temu zapobiec, w dniach 9-13 grudnia 2002, w siedzibie Międzynarodowej Organizacji Morskiej, odbyła się konferencja, na której ustanowiono rezolucję nr 1 o zmianach w konwencji SOLAS, dodając rozdział XI-2, a także rezolucję nr 2 o przyjęciu Międzynarodowego kodeksu ochrony statku i obiektu portowego.
Nowe przepisy zaczęły obowiązywać 1 lipca 2004 i dotyczą następujących statków uprawiających żeglugę międzynarodową:
1. wszystkie statki pasażerskie
2. statki towarowe o pojemności brutto 500 i większej
3. ruchome jednostki wiertnicze
4. obszary portowe obsługujące powyższe jednostki w ruchu międzynarodowym.

## Skład
Kodeks ISPS składa się z części A, zawierającej wymagania w stosunku do statków i portów, oraz części B, zawierającej wytyczne co do interpretacji i stosowania przepisów.

## Ocena ryzyka
Kodeks ISPS opiera się na zasadzie, że działania zabezpieczające powinny być adekwatne do ryzyka, jakim dla statku i otoczenia byłoby działanie terrorystów na dany obiekt.
Przykładowo dla statku pasażerskiego duże jest ryzyko, że terroryści mogą wziąć pasażerów jako zakładników lub spowodować katastrofę statku pociągającą za sobą śmierć tysięcy osób. Terroryści mogą też użyć statku pasażerskiego jako środka transportu osób. Mniej prawdopodobne jest użycie takiego statku do transportu dużych ilości broni, materiałów wybuchowych lub rozszczepialnych. Zbiornikowce po opanowaniu mogą służyć do wywołania katastrofy ekologicznej na olbrzymią skalę. Małe statki towarowe mogą być użyte do przewozu dużych ilości materiałów lub grup terrorystycznych.

## Działania ochronne
Po ocenie czynników ryzyka należy opracować sposoby zmniejszenia ryzyka uznanego za duże. W tym celu część B kodeksu zaleca wprowadzenie kontroli dostępu na statek i do jego najważniejszych obszarów, kontrolę osób, bagaży, dostaw i ładunków, przeprowadzanie przeszukań statku i inne adekwatne działania.

## Inne terminy związane z kodeksem ISPS

### Plan ochrony statku (Ship Security Plan)
Firma zarządzająca statkiem ma obowiązek opracowania planu ochrony dla każdego statku, na podstawie przeprowadzonej analizy ryzyka. Plan taki musi być zaakceptowany przez administrację państwa, pod którego banderą pływa statek. W praktyce państwo może zlecić to uprawnionej agencji.
Plan taki musi zawierać między innymi:
- opis działań zmierzających zapobiegających nielegalnemu wniesieniu na statek broni i innych środków niebezpiecznych
- wskazanie obszarów zastrzeżonych i środki zapobiegające dostaniu się tam osób nieupoważnionych
- środki zapobiegające wejściu na statek nieuprawnionych osób
- procedury reagowania na zagrożenia bezpieczeństwa statku
- procedury działania w warunkach różnych poziomów ochrony
- wskazanie osób odpowiedzialnych za przestrzeganie planu (oficer ochrony w firmie, oficer ochrony statku)
- procedury zapewniające gotowość statku i załogi do działania w sytuacji zagrożenia bezpieczeństwa (treningi załogi, utrzymanie sprzętu).

Plan ochrony statku jest dokumentem poufnym.

### Oficer ochrony statku (Ship Security Officer)
Musi być wyznaczony na każdym statku. Osoba taka musi posiadać certyfikat odpowiedniego przeszkolenia.
Do obowiązków oficera ochrony statku należy bieżąca kontrola bezpieczeństwa, zaznajamianie załogi z wymaganiami planu ochrony (bez ujawniania jego całości), kontrola aktualności planu (czy nie zmieniły się czynniki ryzyka lub wymagane sposoby zabezpieczenia), zgłaszanie zagrożeń bezpieczeństwa oraz współpraca z organami zabezpieczającymi porty.

### Oficer ochrony armatora (Company Security Officer)
Osoba w biurze armatora odpowiedzialna za wprowadzenie, kontrolę i aktualizację planów ochrony na przypisanych statkach oraz za współdziałanie z oficerem ochrony statku w razie zaistnienia zagrożenia, a także w procesie zwiększania efektywności planu ochrony statku. W firmie może być wyznaczona więcej niż jedna osoba, ze ścisłym wskazaniem, która z nich zajmuje się którym statkami. Osoba taka musi być zawsze dostępna telefonicznie. Dane kontaktowe muszą być zapisane w planie ochrony statku.
Analogicznie dla obszarów portowych opracowane są plany ochrony obszarów portowych (Port Facility Security Plan) i wyznaczani oficerowie ochrony obszarów portowych (Port Facility Security Officer).

### Obiekty portowe (port facilities)
Ze względów praktycznych każdy port może zostać podzielony na obiekty portowe, dla których będą opracowane osobne plany i wyznaczeni osobni oficerowie. Pozwala to na zróżnicowanie środków ochrony w zależności od stopnia zagrożenia, gdyż jest on inny przy obsłudze wielkiego wycieczkowca, a inny przy przeładunku drewna na małym statku.
W porcie morskim Gdańsk ustanowiono 13 obiektów portowych.

### Poziom ochrony (security level)

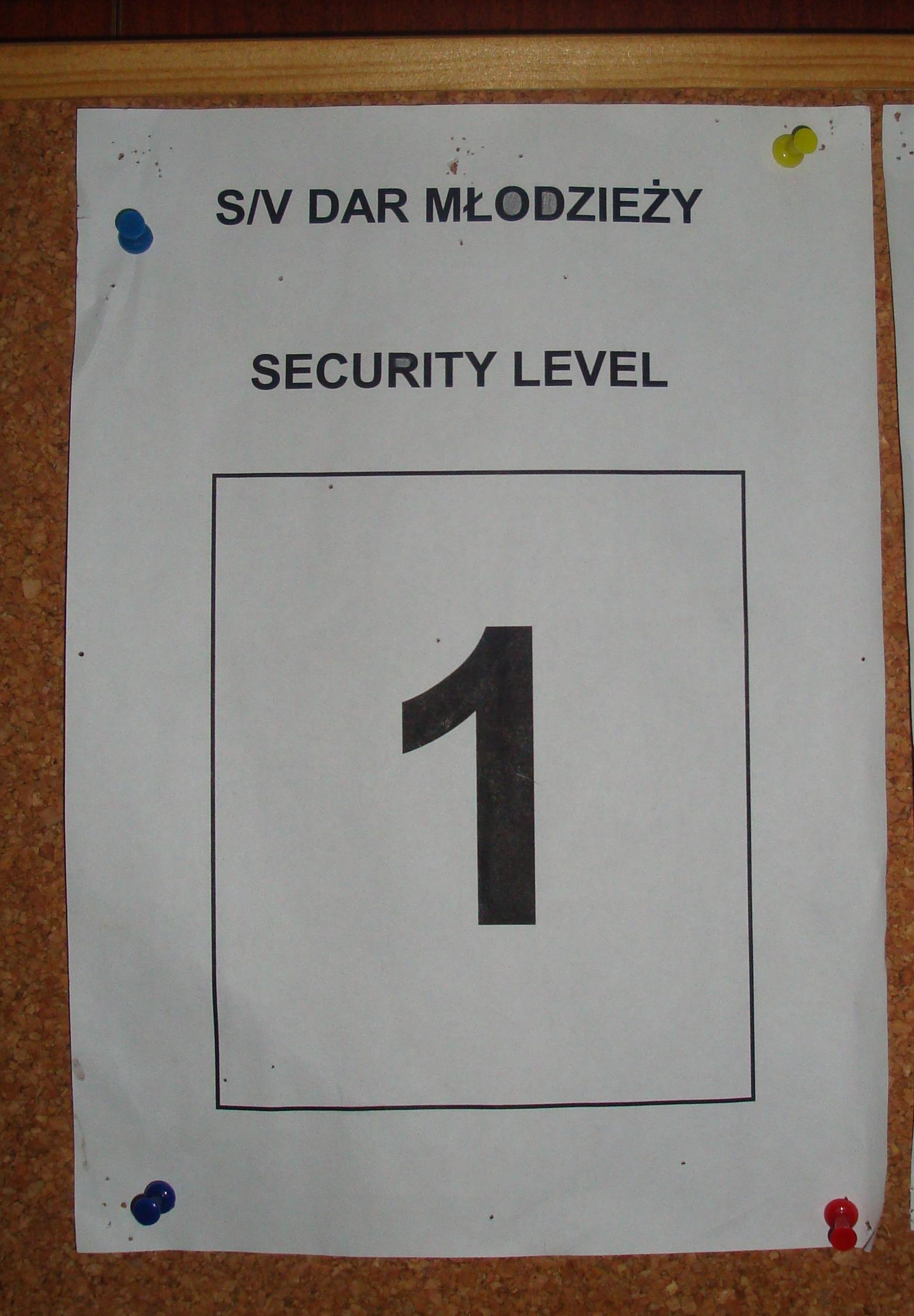
Informacja o obowiązującym poziomie ochrony, umieszczona w widocznym miejscu na statku

Wyróżnia się trzy poziomy zagrożenia, do których, według planu ochrony statku, należy dostosować działania załogi zmierzające do zapewnienia bezpieczeństwa (sposób ochrony, zamknięcie, liczba i częstotliwość patroli, kontroli itp.).
Poziom 1 odpowiada normalnym warunkom, kiedy standardowe procedury są wystarczające do zapewnienia ochrony.
Poziom 2 ogłaszany jest w razie podwyższonego ryzyka, gdy powinny zostać wdrożone dodatkowe środki. Powinien on trwać przez ograniczony czas, do momentu ustąpienia zagrożenia lub podjęcia środków je zmniejszających. Przykładowo w Gdańsku poziom 2 obowiązuje w czasie wizyt dużych wycieczkowców. Może być też wprowadzony na statku na czas przejścia przez rejon zagrożony piractwem lub w związku z sygnałami o nasileniu się działalności terrorystycznej.
Poziom 3 jest ustanawiany w wypadku spodziewanego prawdopodobnego lub już zaszłego zagrożenia bezpieczeństwa – na przykład odebranie wiadomości o planowanym zamachu, podłożeniu bomby lub w czasie walk.
Zmiany poziomu zarządzane są przez państwo bandery lub to, w którym znajduje się port lub statek.
Statek i obszar portowy muszą operować na tym samym poziomie ochrony. Jeżeli są one różne, to wspólnym poziomem staje się wyższy.

### Deklaracja bezpieczeństwa (Declaration of Security)
Jest to dokument, w którym oficerowie ochrony obiektu portowego i statku ustalają podział zadań związanych z ochroną (kto pilnuje dostępu do statku, sprawdzenia ładunku/bagażu/tożsamości), środki komunikacji i inne sprawy dotyczące ochrony.